# Маркус Мумфорд
Маркус Олівер Джонстон Мумфорд (нар. 31 січня 1987, Анагайм, США) — британський співак, автор пісень, музикант, продюсер звукозаписів та соліст групи «Mumford & Sons». Також грає в гурті на гітарі, барабанах та мандоліні.

## Із життєпису
Народився в сім'ї англійців, пасторів однієї з євангельських церков. Родина повернулася до Англії, коли Маркусові було 6 місяців. Навчався в одному з коледжів Вімблдона, де познайомився з Беном Ловетом, майбутнім учасником гурту. Згодом провів рік у Единбурзькому університеті, після чого повернувся до Лондона аби продовжити музичну кар'єру. Саме в Единбурзі було написано більшу частину для першого альбому «Mumford & Sons» — «Sigh No More». Музичну кар'єру розпочав як барабанник Лори Марлінг, грав га її гастролях разом з іншими учасниками гурту. Саме завдяки досвіду, отриманому на цих гастролях, у 2007 році було створено гурт.
У квітні 2012 року одружився з акторкою Кері Малліган. Пара виховує троє дітей.